# Tàu phóng lôi
Tàu phóng lôi (tiếng Anh: Torpedo boat, Torpilleur) là loại tàu chiến nhỏ nhẹ, có tốc độ cao, sử dụng ngư lôi làm vũ khí chính để tấn công diệt tàu địch. Tác chiến tàu phóng lôi mang đặc trưng là tấn công nhanh, sử dụng tốc độ để áp sát tàu địch, phóng ngư lôi và rút lui nhanh chóng. Tuy nhiên, hiện nay, tàu phóng lôi hầu như không còn tận dụng được những ưu thế đó nữa. Lý do, tàu địch mang tên lửa chống tàu có tầm bắn xa hàng trăm km, vượt xa tầm bắn của ngư lôi. Hiện nay, tàu phóng lôi trong lực lượng hải quân tác chiến theo biên đội, có cả yểm trợ của nhiều phương tiện (tên lửa bờ biển, máy bay tiêm kích, …) thực hành tiến công bất ngờ, phóng nhiều tên lửa liên tiếp khiến tàu chiến địch không kịp đối phó.
Tàu phóng lôi là tàu tấn công nhanh, nhưng không thể tấn công nhanh nữa, khi phải ra xa bờ, không có địa hình, địa vật ẩn nấp, phải tiếp cận tàu địch có tên lửa bắn xa hàng trăm km, để phóng lôi ở cự li gần. Tàu phóng lôi chỉ còn có thể tác chiến gần bờ. Ngư lôi vẫn được nghiên cứu phát triển, nhưng là để trang bị kèm cho các tàu nổi, tàu ngầm, không còn là vũ khí chủ lực diệt tàu. Khi ngư lôi không còn phát huy tác dụng, tàu phóng lôi chỉ còn là một tàu tuần tiễu, tàu pháo, và cũng không thể so sánh với các tàu pháo hiện đại ngày nay.

## Lịch sử ban đầu
Sự phát triển của nó có liên quan đến sự phát minh ra ngư lôi tự hành vào những năm 1860.
Ivan Fedorovich Aleksandrovsky năm 1865 đề nghị với bộ Hải quân Nga loại ngư lôi tự đẩy. Đô đốc Stepan Osipovich Makarov chỉ huy tàu Công tước Konstantin. Chiến hạm này có 4 tàu phóng lôi Chesma (Чесма), Sinop (Синоп), Navarin (Наварин) và Miner (Минер). Hai chiếc Chesma (Чесма), Sinop (Синоп) đánh chìm tàu hơi nước Thổ Intibah ngày 14 tháng 1 năm 1878.
Hải quân của một quốc gia giờ đây có khả năng tiêu diệt một hạm đội tàu chiến của đối phương bằng cách chỉ sử dụng máy phóng bằng hơi nước mà từ đó các ngư lôi có thể được thả xuống. Các tàu nhỏ chạy nhanh có trang bị ngư lôi được chế tạo, và được đặt tên là tàu phóng lôi (còn được gọi là phóng pháo hạm, tàu phóng ngư lôi hay ngư lôi đỉnh), và chúng được phát triển vào khoảng thập niên 1880 thành những tàu loại nhỏ tải trọng 50 đến 100 tấn, đủ nhanh để vượt qua các tàu tuần tiễu đối phương.
Đến đầu thế kỷ 20 đã phổ biến các tàu phóng lôi nhỏ, chạy nhanh và các tàu đối phó với chúng là tàu khu trục, sau Chiến tranh thế giới thứ nhất là tàu ngầm chủ yếu dùng ngư lôi. Trận chiến lớn dùng ngư lôi là Nga-Nhật 1905 Viễn Đông. Các tàu phóng lôi rất rẻ luôn thách thức đội thiết giáp hạm đắt đỏ.
Sau Chiến tranh thế giới thứ hai xuất hiện pháo tự động bắn nhanh, tên lửa... nên các tàu phóng lôi ít tác dụng hơn trước, nhưng vẫn phổ biến. Thông thường tàu phóng lôi ngày nay mang cỡ vài trăm tấn, mang 2 hay 4 ống phóng, một động cơ đốt trong thường và một động cơ turbine hoặc turbo, chạy rất nhanh và rẻ. Tàu phóng lôi có các phương tiện phóng không tầm thấp và pháo nhỏ bắn nhanh, có radar để chiến đấu mọi thời tiết, có vỏ tang hình để chống radar địch. Chiến thuật thông thường của tàu phóng lôi là dùng nhóm tàu lao về phía tàu địch, lạng lách tránh pháo địch và chống trả máy bay đến khi phóng được ngư lôi. Tuy vậy, ngày nay tàu phóng lôi có nhiệm vụ chính là kết thúc tàu địch đã bị thương, không cho cơ hội sửa chữa. (Ví dụ trận đánh eo Đan Mạch, Tàu Bismarck bị tàu phóng lôi Dorsetshire tiêu diệt).

## Các loại tàu

### Nga (Liên Xô)
- Tàu phóng lôi lớp Shershen: (Số lượng hoàn tất: 123 chiếc)Tàu phóng lôi lớp Turya T-68 số hiệu HQ-334 của Hải quân Nhân dân Việt Nam

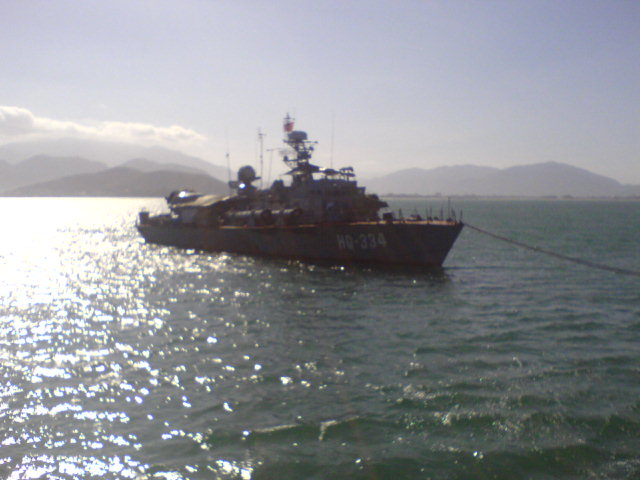
Tàu phóng lôi lớp Turya T-68 số hiệu HQ-334 của Hải quân Nhân dân Việt Nam

Shershen là định danh của NATO dành cho loại tàu phóng lôi hạng nhẹ lớp T-3 do Liên Xô nghiên cứu và sản xuất vào thập niên 1960. Tên thiết kế của tàu là Dự án 206 Shtorm (Project 206 Shtorm).
Tàu có lượng giãn nước đầy tải 172 tấn; chiều dài 34,08 m; chiều rộng 6,72 m; mớn nước 1,46 m; được trang bị 3 động cơ diesel M-503A 3 trục công suất 12.500 mã lực, cho tốc độ tối đa 45 hải lý/h.
Vũ khí trang bị của Shershen gồm 2 pháo AK-230 cỡ 30 mm có tốc độ bắn 2.000 phát/phút, dùng để chống lại các mục tiêu trên không và tàu xuồng cỡ nhỏ. Tuy nhiên trên tàu Việt Nam, pháo AK-230 đã bị thay thế bằng pháo 25 mm 110-PM nòng đôi điều khiển thủ công.
Sức mạnh của Shershen nằm ở 4 ngư lôi chống tàu mặt nước hạng nặng 53-56 cỡ 533 mm, có thể đánh chìm chiến hạm cỡ lớn chỉ với duy nhất một phát bắn. Bên cạnh đó là 4 tên lửa phòng không vác vai SA-N-5 (phiên bản hải quân của SA-7) có tầm bắn 4,2 km.
- Tàu phóng lôi lớp Turya: (Số lượng hoàn tất: 51 chiếc) Tàu phóng lôi lớp T-3 (Tàu phóng lôi lớp Shershen) của Ai Cập hoạt động tại vùng Địa Trung Hải năm 1989

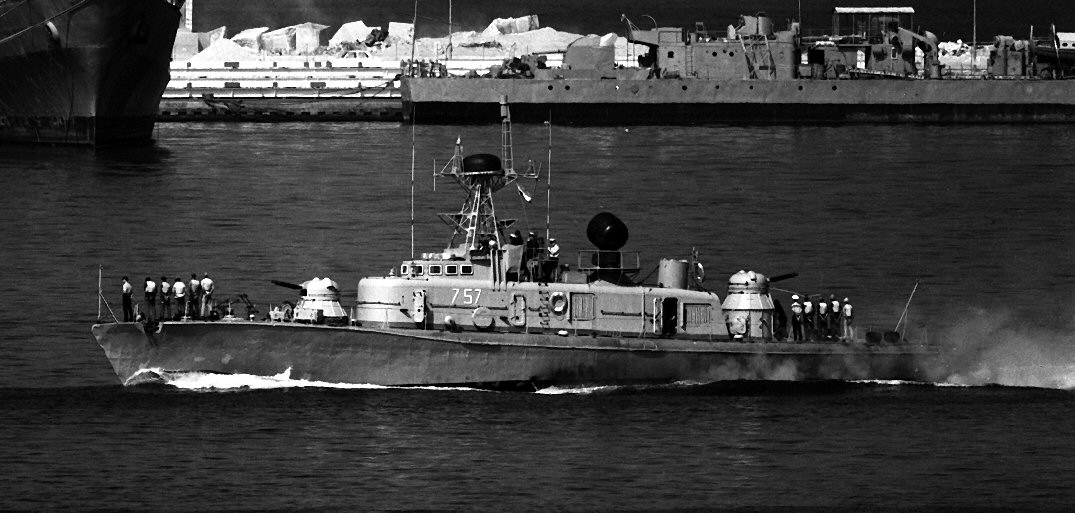
Tàu phóng lôi lớp T-3 (Tàu phóng lôi lớp Shershen) của Ai Cập hoạt động tại vùng Địa Trung Hải năm 1989

Turya Dự án 206M chính là bản nâng cấp của tàu phóng lôi Dự án 206 lớp Shershen, tương tự như người tiền nhiệm, chúng chủ yếu làm nhiệm vụ hộ tống và tác chiến ven bờ.
So với Shershen thì Turya có kích thước lớn hơn với lượng giãn nước đầy tải 250 tấn; chiều dài 39,6 m; chiều rộng 7,6 m; mớn nước 4 m; được trang bị 3 động cơ diesel M-503B2 công suất 15.000 mã lực, cho tốc độ tối đa 40 hải lý/h.
Vũ khí trang bị của Turya tương tự Shershen với 4 ống phóng ngư lôi 53-56 cỡ 533 mm, 1 pháo 25 mm nòng đôi 110-PM bố trí phía trước và điểm khác biệt lớn nhất là được bổ sung pháo tự động AK-257 cỡ 57 mm phía sau.